# نووی هرادک
نووی هرادک (به چکی: Nový Hrádek) یک منطقهٔ مسکونی در جمهوری چک است که در ناحیه ناخود واقع شده‌است. نووی هرادک ۱۱٫۴ کیلومتر مربع مساحت و ۷۹۱ نفر جمعیت دارد و ۵۶۰ متر بالاتر از سطح دریا واقع شده‌است.